# Wûnseradiel
Wûnseradiel (Wonseradeel en neerlandès) és un antic municipi de la província de Frísia, al nord dels Països Baixos. L'1 de gener de 2009 tenia 11.844 habitants repartits per una superfície de 317,68 km² (dels quals 159,21 km² corresponen a aigua). Limita al nord amb Harlingen i Franekeradeel, a l'est amb Littenseradiel, a l'oest amb Wieringen (Holanda del Nord) i al sud amb Nijefurd, Bolsward i Wymbritseradiel.
El 2011, es va fusionar amb Bolsward, Nijefurd, Sneek i Wymbritseradiel per formar Súdwest-Fryslân.

## Evolució demogràfica
- 2008 - 11.914
- 2007 - 11.897
- 2006 - 11.891
- 2005 - 11.881
- 2004 - 11.939
- 2003 - 11.931
- 2002 - 11.971
- 2000 - 11.804
- 1974 - 11.729
- 1964 - 12.324
- 1954 - 13.635
- 1880 - 12.863
- 1848 - 9270
- 1796 - 6989
- 1714 - 7483

## Personatges il·lustres
- Menno Simons, fundador de la secta dels mennonites

## Administració
El consistori, després de les eleccions municipals de 2007, estava dirigit pel nacionalista TS Piersma. El consistori constava de 15 membres, compost per:
- Crida Demòcrata Cristiana, (CDA) 5 escons
- Partit del Treball, (PvdA) 4 escons
- Partit Nacional Frisó, (FNP) 2 escons
- Progresief Wûnseradiel, 2 escons
- Partit Popular per la Llibertat i la Democràcia, (VVD) 2 escons